# Lasthebemagnet

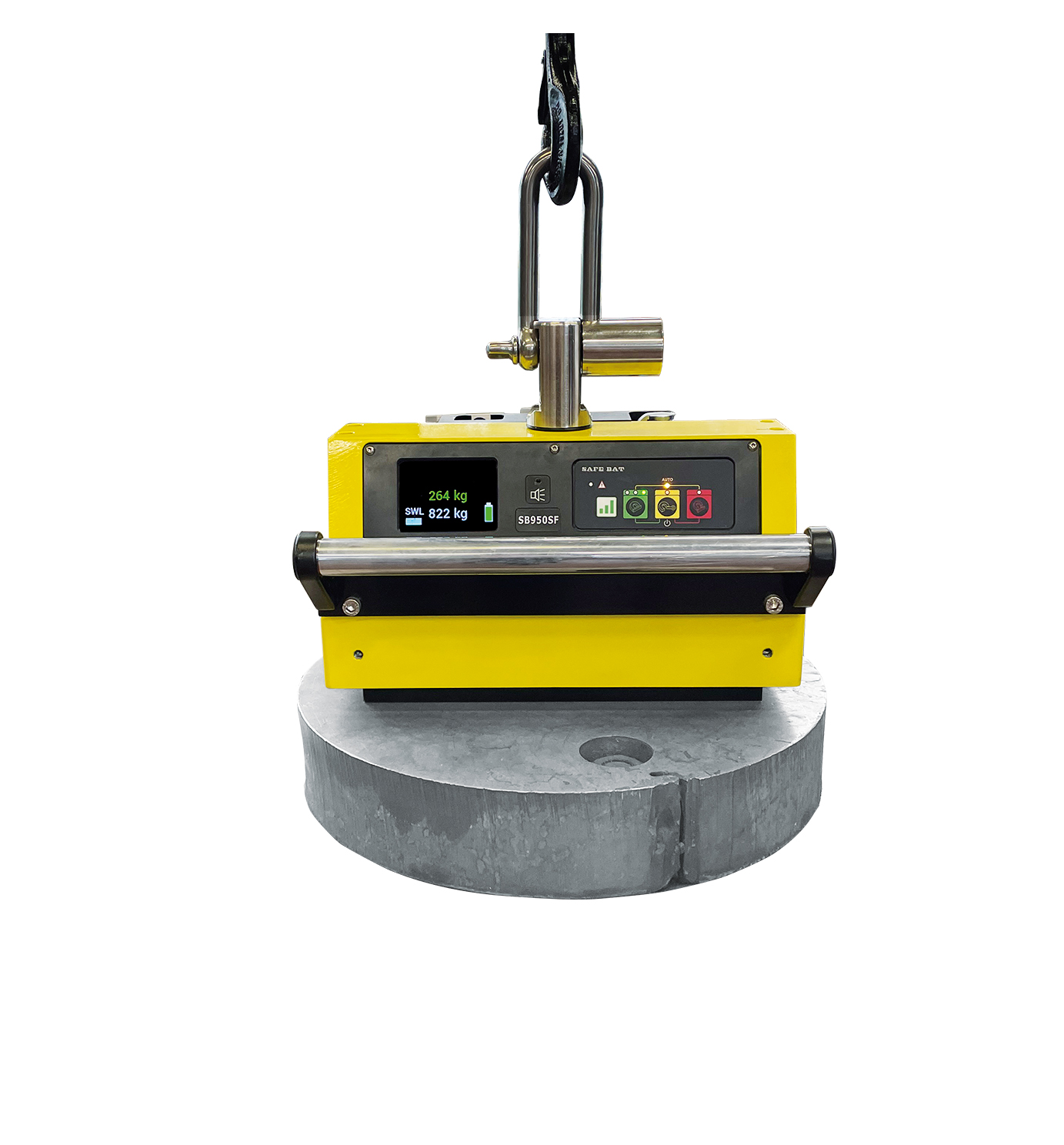
Batterie-Lasthebemagnet SB950-SF

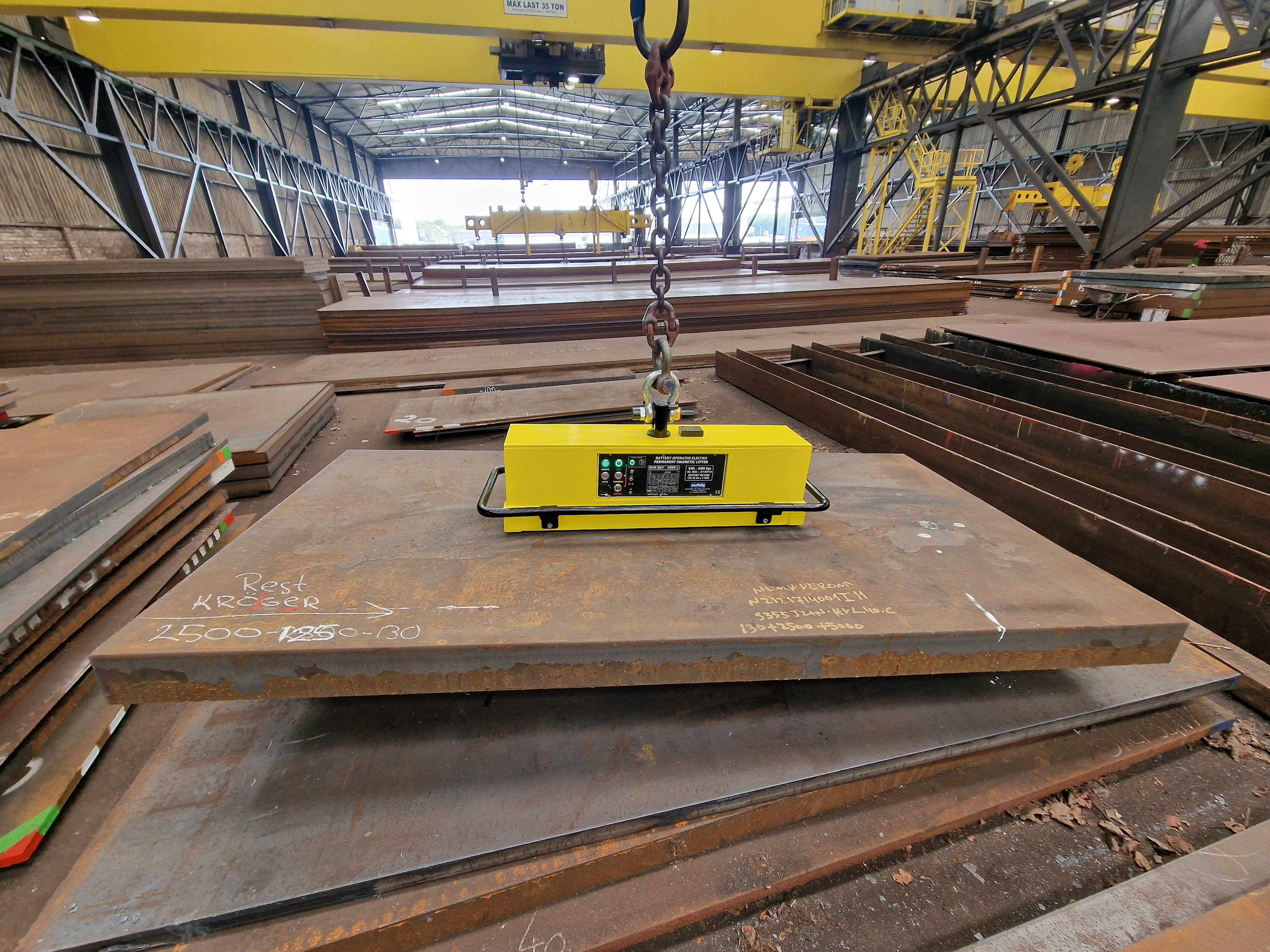
Heben und Transportieren von Werkstücken mit einer Batterie - Lasthebemagnet EPMB 5000

Lasthebemagnete sind Lastaufnahmemittel zum Anheben von Lasten/Gegenständen mit Magneten. Die zu hebenden Lasten müssen dazu ferromagnetisch sein und möglichst wenig aufmagnetisieren. In den meisten Fällen werden Lasthebemagnete für Lasten aus Eisen oder Stahl verwendet. Diese Magnete werden in verschiedenen Ausführungen eingesetzt, um eine sichere, effiziente und energieoptimierte Handhabung schwerer metallischer Werkstücke zu ermöglichen.

## Einsatz
Magnetische Lastheber werden in Stahlwerken, im Stahl- und Stahlrohrhandel, der Metallverarbeitung z. B. für die Beschickung von Werkzeugmaschinen, im Stahlbau oder Schiffbau eingesetzt. Auch auf Schrottplätzen sind sie häufig anzutreffen, da die hier verarbeiteten Metallgegenstände oder zerkleinerten -abfälle oft keine sichere Befestigung am Haken eines konventionellen Krans zulassen.

## Vor- und Nachteile
Der Vorteil einer magnetischen Kopplung ist, dass unbearbeitete Teile ohne Haken, Griffe oder Ösen erfasst werden können. Es müssen keine anderen Lastaufnahmemittel wie Ketten oder Zangen angebracht und wieder entfernt werden. Die Erfassung von oben ist platzsparend, denn seitlich muss kein Raum für andere Lastaufnahmemittel vorgesehen werden. Ein Magnet ist ein langlebiges und wartungsarmes Bauteil.
Nachteilig ist die hohe Eigenmasse des Lastaufnahmemittels, die Aufmagnetisierung der Last (Zurückbleiben eines Dauermagnetfeldes) und die fehlende formschlüssige Kopplung (Sicherheitsaspekt bei Stromausfall des Elektromagneten).
Aufgrund der Remanenz des Lastmaterials ist ein Abfallen der Last beim Abschalten nicht immer gegeben. Dem versucht man, mit Luftspalten entgegenzuwirken, die jedoch ihrerseits die maximale Haftkraft verringern.

## Tragfähigkeit
Die tatsächliche Tragfähigkeit hängt neben dem Magneten davon ab, wie gut das Magnetfeld in die Last eindringt. Verringert wird die Tragfähigkeit zum einen durch einen größeren Luftspalt, wie er durch gekrümmte Formen, raue Oberflächen oder Rost zustande kommen kann, zum anderen durch ein weniger magnetisches Lastmaterial oder eine geringe Materialdicke. Zur Abhängigkeit von Materialstärke und Luftspalt sind oft Tabellen oder Diagramme am Magneten angegeben.
Die Tragfähigkeit ist mit dreifacher Sicherheit angegeben, was angemessen erscheint, weil sie durch die genannten Effekte verringert wird.
Ob die Tragfähigkeit durch eine zu dünne Last vermindert ist, lässt sich anhand von Bedienhinweisen einschätzen. Es gibt Haltemagnete mit extra großer oder auch extra kleiner Eindringtiefe. Das wird durch verschieden dichte Polpaaranordnung erreicht. Eine geringe Eindringtiefe kann vorteilhaft sein, um von einem Blechstapel nur das oberste Blech abzunehmen. Eine weitere Möglichkeit zu selektieren ist, das Blech mit geringer Magnetkraft abzunehmen und dann auf volle Kraft umzuschalten.
Eine Belastungsänderung in Richtung des Spaltes zwischen Magnet und Last (Kippen, fehlende Balance) muss vermieden werden – die volle Haltekraft wird nur bei einer zum Spalt senkrechten Kraftrichtung (bzw. bei waagerechtem Spalt) erreicht. Andernfalls ist sie um den Reibungskoeffizienten zwischen den Partnern vermindert.

## Bauarten
Prinzipiell sind Elektromagnete oder Permanentmagnete zum Anheben von Lasten geeignet. Bei der Kombination wird ein Permanentmagnet teilweise elektrisch ummagnetisiert. Letztere Lösungen haben den Vorteil, dass die Last bei Stromausfall nicht abfällt.

### Mit Elektromagnet
Elektromagnete sind komfortabel über die Zuleitung aus der Ferne ein- und ausschaltbar, um die Last anzukoppeln und zu lösen. Nachteilig ist, dass eine elektrische Versorgung mit Zuleitung erforderlich ist und die Last bei netzgespeisten Geräten bei Stromausfall abfällt. Der Betrieb derartiger Magnetkrane ist daher nur in abgesperrten Arealen gestattet. Zur Sicherheit besitzen Magnetkrane oft Notstrombatterien.
Eine moderne Weiterentwicklung sind batteriebetriebene Lasthebemagnete, die dank kabellosem Betrieb für mehr Flexibilität sorgen. Ein Beispiel ist der SB950-SF von Assfalg: Er schafft bis zu 1.000 Schaltzyklen pro Akkuladung und hebt Lasten bis zu 950 kg. Ausgestattet mit einem eingebauten Sensor misst er die Magnetkraft, vergleicht sie mit dem Werkstückgewicht und zeigt auf dem Display an, ob das Werkstück sicher transportiert werden kann. Dabei werden Parameter wie Oberflächenbeschaffenheit, Materialstärke und Werkstoff berücksichtigt. 
Er verbindet die Vorteile von Permanent-Lasthebemagneten mit denen von Elektro-Lasthebemagneten. Durch sekundenschnelle Stromimpulse wird der Elektropermanent Batterielasthebemagnet SB950-SF automatisch oder manuell über Knopfdruck geschaltet. Obwohl während des Lasttransportes kein Strom fließt, ist das Werkstück so sicher gespannt wie bei einem Permanentlasthebemagneten.
Das magnetische Streufeld kann Menschen mit aktiven Prothesen oder Hilfsmitteln schädigen.

### Mit Permanentmagnet

#### Schalten durch Relativbewegung
Seit der Entwicklung von Neodym-Eisen-Bor-Magneten in den 1980er Jahren können sehr starke Permanentmagnete hergestellt werden. Die erforderliche Schaltbarkeit kann durch eine bewegliche Anordnung mehrerer Magnete erreicht werden, so dass nach außen ein schaltbarer Magnet entsteht. Hebeeinrichtungen mit Dauermagneten können etwa das 20–fache ihres Eigengewichts anheben. Der Antrieb für die Änderung der Magnetanordnung kann rein mechanisch mit einem Hebel, aber auch hydraulisch oder mit Druckluft erfolgen.

#### Schalten durch Ummagnetisieren
Alternativ kann eine Anordnung von Alnico-Magneten durch einen Impuls eines Elektromagneten magnetisiert bzw. entmagnetisiert werden, um damit den gewünschten Schalteffekt des äußeren Magnetfelds zu erreichen. Das Verfahren bietet neben höherer Sicherheit eine Energieersparnis sowie ein sicheres Lösen der Last (kein Remagnenzfeld in der Last).

#### Schalten durch Kompensation
Nach  besteht ein weiteres Konstruktionsprinzip darin, dass das Feld eines Dauermagneten mit einem Elektromagneten lediglich kompensiert wird, um die Last zu lösen. Der stromlose Zustand ist daher das Festhalten. Gefahren entstehen gleichwohl bei Stromausfall, wenn im Feldbereich gearbeitet wird.

## Sonstiges
Neben dem Einsatz in Elektromotoren und Sortier-/Abscheideeinrichtungen sind Lasthebemagnete ein Bereich, in dem beträchtliche Mengen von Seltenerdmagneten industriell eingesetzt werden.